# Extinction Rebellion
Extinction Rebellion (XR) is een internationale, activistische beweging die zich verzet tegen klimaatverandering en het verlies van biodiversiteit. Extinction Rebellion stelt dat de netto CO2-uitstoot gestopt moet zijn in 2025. Klimaatverandering en biodiversiteitsverlies leiden volgens de initiatiefnemers tot de ineenstorting van ecosystemen en tot het uitsterven van planten en soorten waaronder de mens; vandaar de "extinction" in Extinction Rebellion.
De beweging kenmerkt zich door disruptieve en zichtbare acties en het grote aantal activisten dat niet terugdeinst voor arrestatie of gevangenschap. Concreet eisen ze klimaatrechtvaardigheid door openheid van de overheid over de klimaat- en ecologische crisis, een vermindering van de uitstoot van broeikasgassen in Nederland naar netto-0 in 2025, en het instellen van een burgerberaad klimaat en milieu waarin een gelote en representatieve groep burgers besluit over rechtvaardig klimaat- en milieubeleid, vrij van bedrijfslobby en electorale belangen. XR wil een aanzienlijk deel van de bevolking bereiken en mobiliseren om haar eisen te bereiken. Incrementele verandering is niet voldoende, XR pleit voor snelle en drastische transformatie en beroept zich daarbij op het IPCC. Ook vinden ze dat macht en geld rechtvaardiger verdeeld zouden moeten worden.

## Geschiedenis
In mei 2018 werd Extinction Rebellion opgericht in het Verenigd Koninkrijk toen ongeveer honderd academici een oproep tot actie ondertekenden. De aanzet werd gegeven door een aantal activisten van de campagnegroep Rising Up!. In november 2018 vonden verschillende burgerlijke-ongehoorzaamheidsacties plaats in Londen. Zo werden op 17 november vijf bruggen geblokkeerd, waarbij meer dan 85 activisten werden gearresteerd.
In december 2018 ontstond een Nederlandse tak met acties zoals de "die-in" op 3 maart 2019 in winkelcentrum Hoog Catharijne. Daarnaast vonden er op dezelfde dag meerdere "die-ins" plaats in Groningen bij het bezoek van minister-president Mark Rutte.

### Eerste wereldwijde acties
Vanaf 15 april 2019 werd een wereldwijde protestcampagne gelanceerd. In België was er een betoging aan het gebouw van de Europese Commissie, terwijl een andere groep het verkeer blokkeerde bij de nabijgelegen Schuman-rondpunt door als dood op de weg te gaan liggen totdat ze verwijderd werden door politie. In Londen blokkeerden XR-leden vier belangrijke verkeerspunten: Waterloo Bridge, Marble Arch, Parliament Square en Oxford Circus. Deze blokkade duurde meer dan anderhalve week en werd onder meer in stand gehouden doordat activisten zich hadden vastgeketend en vastgelijmd aan een roze boot en vrachtwagens die op de weg geparkeerd stonden. De blokkades en de ontregeling van het verkeer duurden meer dan anderhalve week en gedurende deze periode werden meer dan duizend burgers gearresteerd. Op de eerste dag van de protesten werd er schade aangericht aan een gebouw van Royal Dutch Shell in Londen, door middel van het breken van het glas in een draaideur en het schrijven van "ecocide" en "plaats delict" op de muren van het gebouw.

## Extinction Rebellion in Nederland
In Nederland werd op 15 april een verklaring van verzet voorgedragen en nepbloed op het Plein in Den Haag gegooid. Dit nepbloed symboliseerde "het bloed van onze kinderen" en het toekomstig verlies van mensenlevens ten gevolge van de huidige ecologische crisis. Op 16 april bezetten 22 activisten het Internationaal Strafhof en eiste dat ecocide strafbaar zou worden onder het internationaal recht. Buiten het hof vond ook een demonstratie plaats. Alle 22 bezetters werden gearresteerd. Op 19 april lijmden activisten zich vast aan de ingang van het hoofdkantoor van Shell in Den Haag, en schreven met kalk spray "lies" en "make ecocide law" op de ramen. Ook werd er nepbloed op de trappen gegooid en lagen er mensen in lijkzakken op de grond. Spandoeken met "Klimaatverandering  = massamoord" werden getoond. Twintig activisten werden gearresteerd. Op 20 april trokken XR-leden in een rouwstoet door het centrum van Rotterdam. De bedoeling hiervan was volgens XR om te "rouwen voor de slachtoffers van de ecologische crisis." Op 24 april ketenden activisten zich vast aan het kantoor van gaswinnings bedrijf GasTerra in Groningen en blokkeerden daarmee de ingang van het gebouw. Op 26 april ontregelden XR-activisten de ochtendspits van Amsterdam, waarbij het autoverkeer werd tegengehouden door middel van een "zwermtactiek", die ook in het Verenigd Koninkrijk werd toegepast. Op Koningsdag 27 april sprongen 21 activisten in de rivier bij het bezoek van koning Willem-Alexander aan Amersfoort. Dit gebeurde langs de route waar Willem-Alexander met zijn familie liep, en tegelijkertijd werd een spandoek onthuld met de tekst "Welkom in Amersfoort Aan Zee". Sindsdien houdt XR Nederland elk halfjaar een Rebellie voor het klimaat, in verschillende steden en met verschillende thema's. Bijvoorbeeld in mei 2022 in Rotterdam een Rebellie tegen de fossiele industrie. Ook groeit het netwerk van lokale XR-groepen, die meedoen in landelijke acties en daarnaast lokaal en regionaal actie voeren om politiek, bedrijfsleven en de gehele samenleving tot verandering te stimuleren.
Donderdag 21 november 2021 protesteerde Extinction Rebellion Fashion Action met een 'Rave Against the Greenwashing Machine' tijdens de heropening van het H&M-filiaal aan de Kalverstraat 181-183/Rokin 140-142 in Amsterdam. Met deze 'toxic system rave'-flashmob, die uitmondde in een street rave, vroegen zij aandacht voor vermeende hardnekkige greenwashing door H&M. De winkel werd ook besmeurd met (makkelijk afwasbare en ecologisch verantwoorde) krijtverf.
In december 2021 blokkeerde XR de hal van het gemeentehuis van Zeewolde om de komst tegen te houden van een hyperscale datacenter van Meta Platforms. Duizenden mensen betuigden steun aan de actie en gaven aan bereid te zijn mee te blokkeren via een actiewebsite ikblokkeerhetdatacenter.nl. In maart 2022 was een vervolgactie in Den Haag, waar de toegang tot het kantoor van het Rijksvastgoedbedrijf geblokkeerd werd om zo te zorgen dat geen grond van de Rijksoverheid aan Meta verkocht zou worden. Minister Hugo de Jonge zegde dat enkele weken later toe, mede in reactie op kamervragen van Partij voor de Dieren. XR Datacenters gaat door met acties om ook de komst van energieslurpende datacenters in andere delen van Nederland te blokkeren.
In september 2022 lijmden klimaatactivisten zich vast in het Britse Lagerhuis in Londen. Door deze en soortgelijke acties in musea werd zowel in Nederland als in België het woord "klimaatklever" in december uitgeroepen tot woord van het jaar 2022.

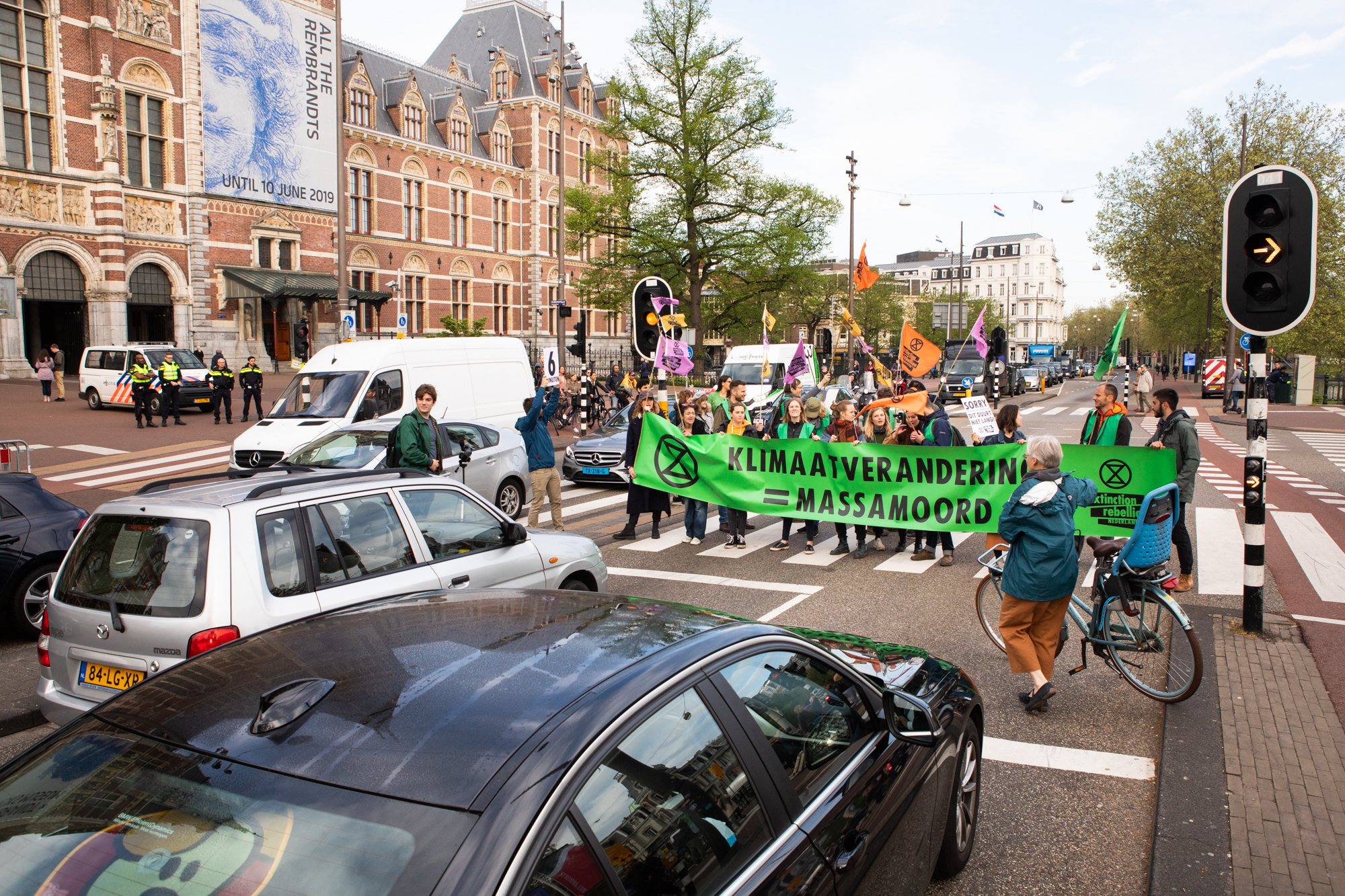
Extinction Rebellion-activisten verstoren in 2019 de Amsterdamse ochtendspits buiten het Rijksmuseum
Politieman Tegenover protesteerders op de A10 van Extinction Rebellion in december 2023
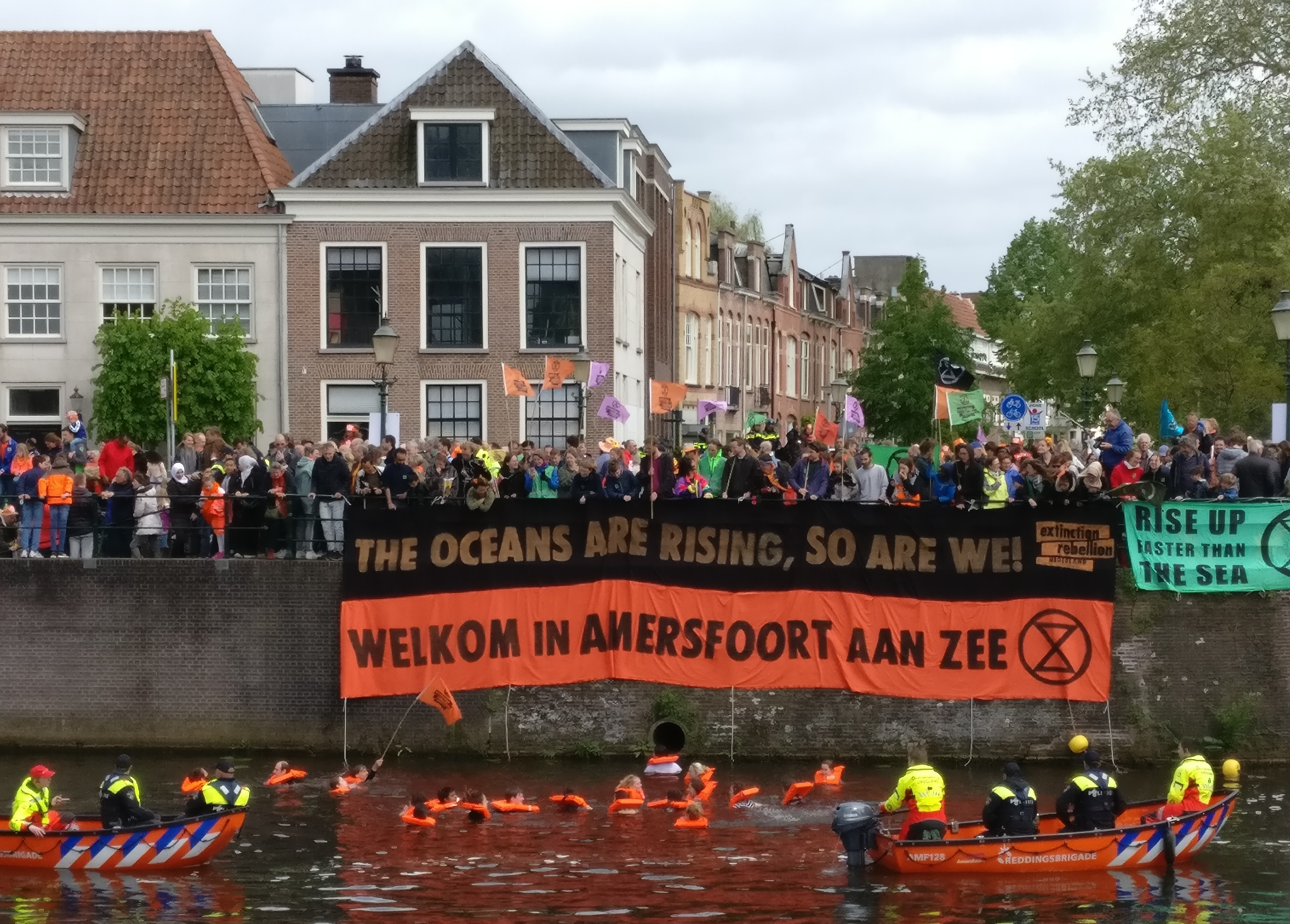
Spandoek en "drenkelingen" van Extinction Rebellion bij het bezoek van koning Willem-Alexander in Amersfoort op Koningsdag 2019
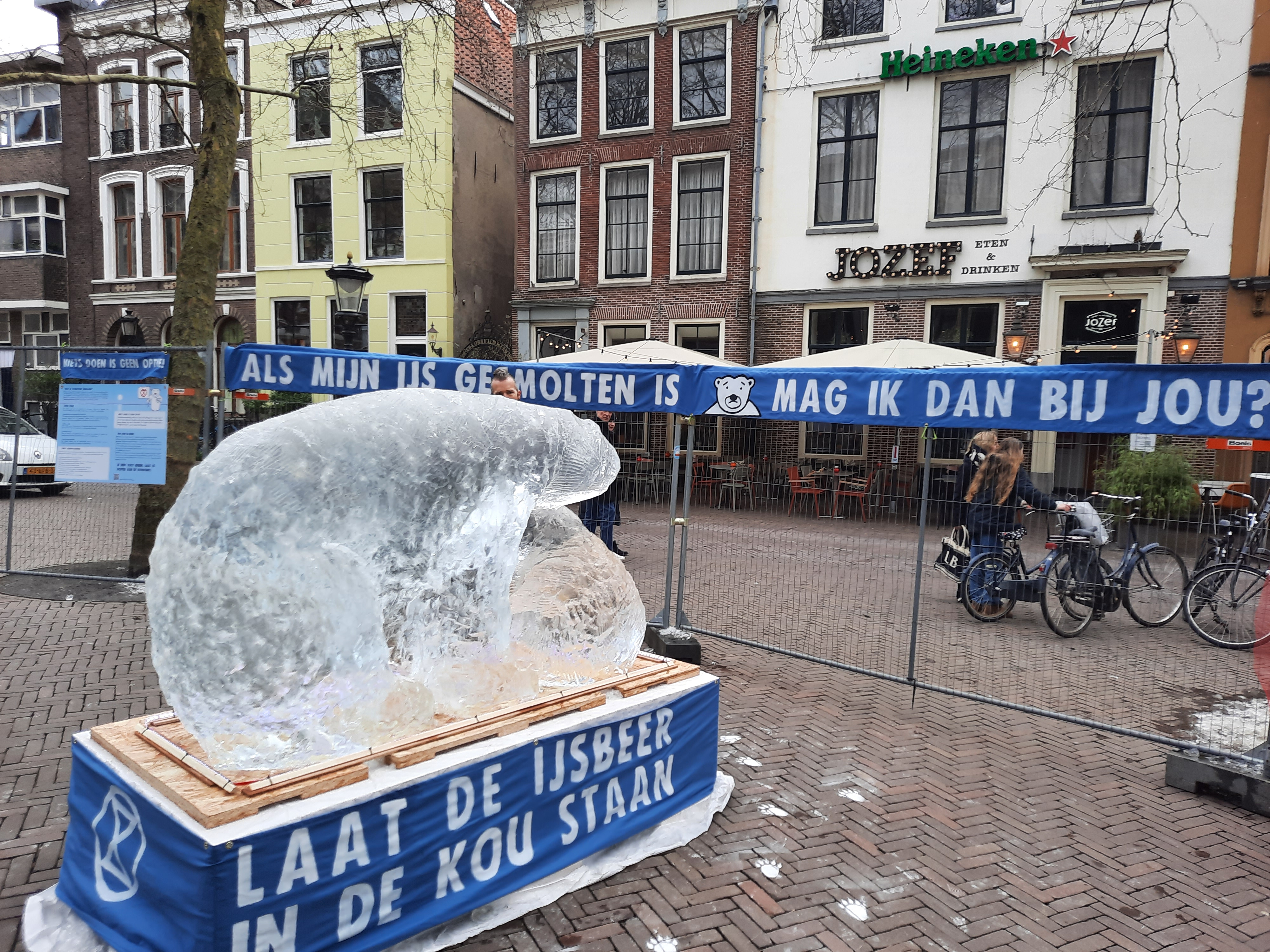
Protest bij een ijssculptuur op de Utrechtse Mariaplaats in februari 2025

### Blokkade Utrechtsebaan in Den Haag
In januari 2023 bezetten activisten de Utrechtsebaan in Den Haag tussen de tijdelijke Tweede Kamer der Staten-Generaal en het ministerie van Economische Zaken en Klimaat, de zogenoemde A12-blokkade. Ze deden dit om aandacht te vragen voor fossiele subsidie. Voorafgaand aan dit protest liet het Openbaar Ministerie een aantal activisten oppakken wegens opruiing, omdat ze hiertoe opriepen. Bij dit protest werden honderden activisten opgepakt. De blokkade kreeg diverse keren een vervolg.

## Extinction Rebellion in andere landen
In Australië blokkeerden XR-activisten nabij Brisbane een trein die kolen vervoerde. De demonstranten gingen op de sporen staan waardoor de machinist de noodrem moest gebruiken. Een van de activisten klom vervolgens op de trein. In een ander incident, de dag erna, had een vrouw zichzelf vastgeketend aan een vat met beton op dezelfde spoorlijn. Ze bleef 5 uur lang vastzitten.
In Nieuw-Zeeland werd door activisten zure melk over de trappen van het parlement gegooid op 17 april 2019. Ongeveer 60 personen waren betrokken bij de actie. De actie refereerde aan de zuivelindustrie van Nieuw-Zeeland en diens ecologische voetafdruk.
In Ierland blokkeerden ongeveer 1.000 XR-leden een brug in Dublin. Dit gebeurde op 19 april 2019, en eerder in maart trok men in een begrafenisstoet door de stad.
Op 1 april 2019 gingen XR-activisten uit de kleren in de publiekstribune van het Lagerhuis van het Britse parlement tijdens een debat over de Brexit. Sommigen van hen lijmden zichzelf vast aan de ramen, en één activist was als olifant verkleed.
In de Verenigde Staten klommen XR-activisten in mei 2019 op een wereldbol buiten Universal Studios, en lijmden zich daaraan vast met milieuvriendelijke lijm. Vier activisten werden gearresteerd. Eerder op 17 april 2019 blokkeerden activisten een kruispunt voor het gemeentehuis in New York, op de aanloop-route van Brooklyn Bridge. Hierbij werden 62 mensen gearresteerd.
Vanaf 2 november 2021 was Extinction Rebellion in elk continent gevestigd, omdat toen de groep Extinction Rebellion Antarctica door 21 onderzoekers is opgericht.

## Logo
In het logo symboliseert de cirkel de aarde, en de zandloper de tijd die opraakt voor vele plant- en diersoorten (de huidige massa-extinctie).

## Kritiek
De meeste critici stemmen weliswaar in met de urgentie van de klimaatdoelstellingen, maar beoordelen de eisen van de beweging als niet-realistisch: het zou onmogelijk zijn in minder dan 10 jaar af te stappen van fossiele energie. Ook de Tsjechisch-Canadese hoogleraar Vaclav Smil is van oordeel dat het voor onder andere industrieën rondom cement, staal, plastics en kunstmest niet realistisch is om de huidige productie zonder fossiele energie voort te zetten. Extinction Rebellion beweert zelf dat al haar eisen in lijn zijn met de aanbevelingen uit de IPCC-rapporten.
In januari 2025 diende de politieke partij JA21 een motie in waarbij zij het kabinet opriep om Extinction Rebellion de zogeheten ANBI-status af te nemen waardoor Extinction Rebellion niet  meer zou kunnen profiteren van de belastingvoordelen voor goede doelen. JA21 betitelde XR als een "onwettige, maatschappij-ontwrichtende en vandalistische organisatie". Minister van Weel van Justitie en Veiligheid zei dat het intrekken van het belastingvoordeel "niet mogelijk is op basis van de feiten die er nu liggen". Een meerderheid van de Tweede Kamer steunde de motie van JA21.